# Météo
Das Météo ist ein Festival für Jazz, improvisierte und experimentelle Musik im französischen Mülhausen (Mulhouse). Es wurde 1983 als Jazz à Mulhouse von der Stadt gegründet und findet jährlich an mehreren Tagen in der zweiten Augusthälfte in der Stadt selbst und im ganzen August im weiteren Umkreis statt.
Anfangs war es traditionellem Jazz gewidmet. 1992 übernahm der Fotograf Paul Kanitzer die Leitung und öffnete das Festival der zeitgenössischen französischen Jazzszene (z. B. Louis Sclavis, Henri Texier, Marc Ducret) und entsprechenden Strömungen in Deutschland (z. B. Peter Brötzmann, Alexander von Schlippenbach) und der Schweiz (z. B. Irène Schweizer, Florian Favre). Bald darauf folgte eine weitere Internationalisierung und stärkere Hinwendung zu Improvisierter Musik (u. a. Lê Quan Ninh, Michel Doneda, Xavier Charles) und experimenteller Musik (im Untertitel des Festivals auf Französisch Aventures Sonores, Klang-Abenteuer, genannt). 2006 übernahm Adrien Chiquet die Leitung, der bis davor Ko-Leiter war. Das Festival wurde 2009  in Métèo (Französisch für Wetter) umbenannt um wie beim Wetter unvorhersehbaren zukünftigen Musikströmungen Rechnung zu tragen. 2012 wurde Chiquet durch Fabien Simon in der Leitung ersetzt und seit 2019 hat Mathieu Schoenahl die Leitung.
2018 traten unter anderem Saul Williams und David Murray zusammen auf, aber auch die britische Band Sons of Kemet um Shabaka Hutchings, das Duo Charles Hayward und Charles Bullen (This Heat) sowie (in Solokonzerten) Peter Evans und Nicole Mitchell.
Jährlich finden auch regelmäßig Konzerte außerhalb Mülhausens statt wie im benachbarten deutschen Neuenburg am Rhein. In Mühlhausen finden die Konzerte unter anderem im Konservatorium, der Kapelle Saint-Jean, den Clubs Noumatrouff, La Filature, Motoco und dem Théâtre de la Sinne statt und auch öffentlich in der Stadt.

## Diskographische Hinweise
- Dan Warburton, Jean-Luc Guionnet, Edward Perraud, François Fuchs: Return of the New Thing (Leo Records 1999, aufgenommen im selben Jahr beim Festival)
- Parker / Guy / Lytton, Schlippenbach Trio: 2X3=5 (Leo Records, aufgenommen bei Jazz à Mulhouse am 26. August 1999)
- Sophie Agnel, John Edwards, Steve Noble: Météo (Clean Feed Records 2013, aufgenommen im selben Jahr beim Festival)